# Notaio (Italia)

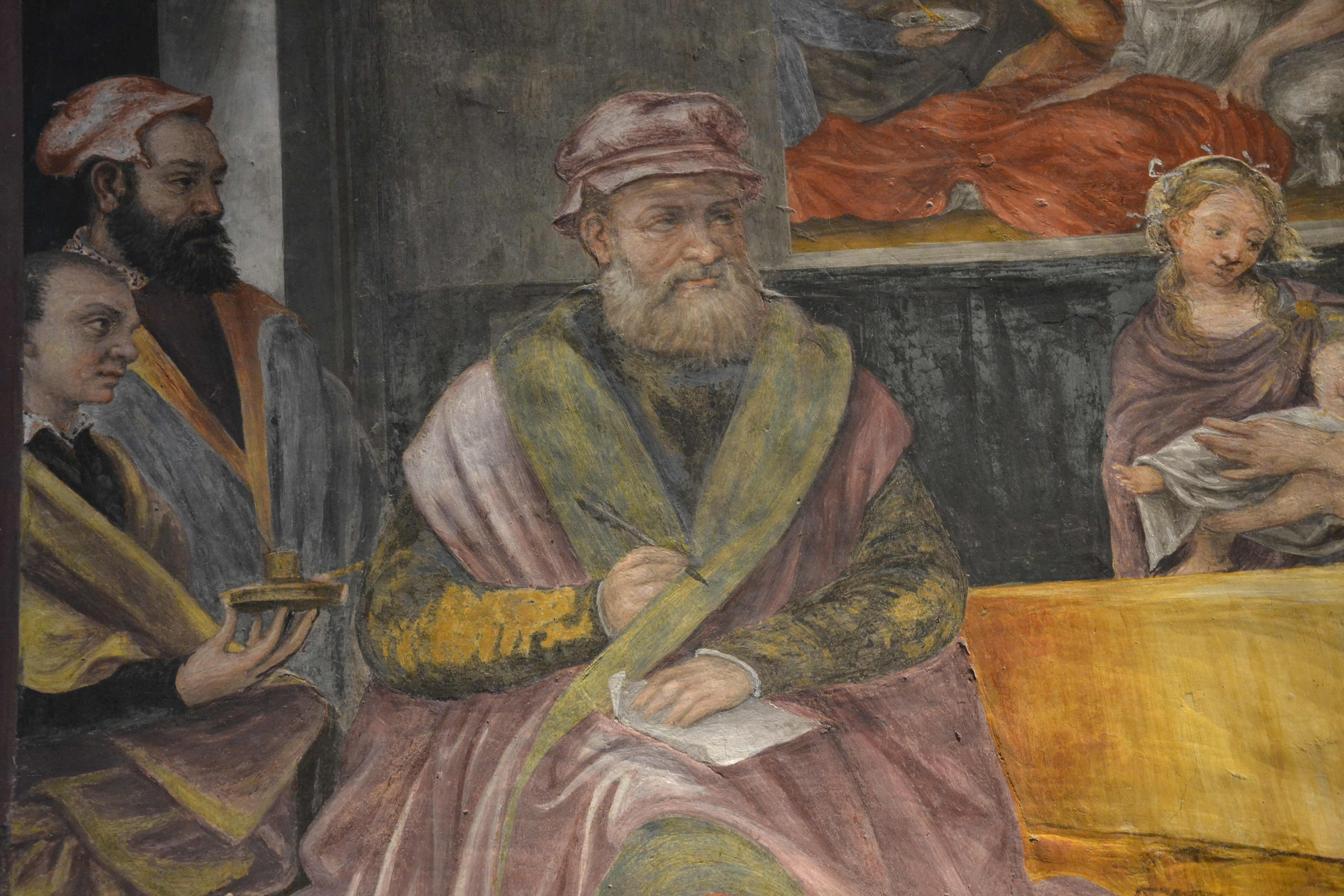
Un notaio. Affresco della chiesa di San Maurizio a Milano.

Il notaio, nell'ordinamento giuridico italiano è una figura professionale di tipo intellettuale. Egli  è il pubblico ufficiale al quale è affidata la funzione di garantire la validità dei contratti, degli atti giuridici civili e dei negozi giuridici, attribuendo pubblica fede agli atti e sottoscrizioni apposte alla sua presenza. Gli atti sottoscritti dal notaio fanno piena prova legale fino a querela di falso. Nell’ordinamento giuridico la funzione notarile è attribuita al Notaio e al Segretario comunale. 
Le fonti storiche ne danno notizia dell'esistenza sin dal XII secolo; dopo l'unità d'Italia l'ordinamento professionale venne disciplinato dalla legge del 16 febbraio 1913, n. 89.

## Disciplina normativa
Secondo la legge 89/1913 il notaio è anche un pubblico ufficiale: l'art. 1 della norma afferma che essi sono competenti a ricevere atti tra i vivi, nonché l'obbligo di conservarne il deposito, rilasciarne le copie, i certificati e gli estratti degli atti redatti. Per la sua funzione di pubblica utilità, il notariato non è configurabile come mera attività di impresa, ed è soggetto alla disciplina antitrust e ai principi di libera concorrenza secondo un regime specifico. L'esistenza di un albo professionale e, finché vincolante, di un tariffario di riferimento non è sanzionabile come una forma di cartello. Nel 2012 la tariffa notarile (al pari delle altre tariffe relative alle professioni regolamentate in ordini professionali) è stata abrogata, e quindi l'ammontare del compenso per l'attività notarile è lasciato all'accordo tra il notaio e il cliente.
Quando un notaio cessi l'attività o si trasferisca ad altro Distretto Notarile tutti gli atti da lui rogati o autenticati sono trasmessi all'Archivio notarile, ove gli interessati possono continuare a estrarne copia, ove occorra.
A norma dell'art. 37 della legge 89/1913, la cessazione di un notaio, in uno qualunque dei casi previsti dalla legge (morte, raggiungimento dei limiti di età, ecc.), viene pubblicata sulla Gazzetta Ufficiale della Repubblica Italiana gratuitamente e a cura del presidente del Consiglio notarile. Inoltre, viene pubblicata anche sul giornale degli annunci giudiziari, "e per mezzo di avviso affisso nel capoluogo del collegio notarile".
Il numero e la residenza dei notai sono determinati attraverso un decreto del Ministro della Giustizia, "procurando che di regola a ogni posto notarile corrisponda una popolazione di almeno 5000 abitanti".

## Accesso alla professione
Chi intende accedere alla professione deve essere laureato in giurisprudenza e aver superato un concorso pubblico a livello nazionale, articolato su tre prove scritte e una prova orale.
Prima di poter sostenere il concorso pubblico è necessario effettuare un periodo di praticantato presso un notaio in esercizio da almeno 5 anni; tale periodo di pratica è oggi stato ridotto a 18 mesi e può essere iniziato per un periodo massimo di 6 mesi durante l'ultimo anno di università, cioè quando mancano 60 crediti alla laurea (crediti della tesi compresi).
Il concorso è gestito direttamente dal Ministero della Giustizia. Il concorso è nazionale e si svolge a Roma e la prova di preselezione informatica per l'ammissione al concorso è stata soppressa dall'art. 66 della legge 18 giugno 2009, n. 69. La commissione esaminatrice, nominata con decreto del Ministro della Giustizia, è composta di sei magistrati, tre professori ordinari e sei notai; questi ultimi sono scelti da un elenco compilato dal Consiglio Nazionale del Notariato. L'esame scritto consta ora di tre distinte prove teoriche-pratiche, riguardanti un atto di ultima volontà e due atti tra vivi, di cui uno di diritto commerciale.
Bisogna poi effettuare un tirocinio obbligatorio presso un notaio in esercizio da almeno 5 anni della durata di 4 mesi al seguito del quale è possibile presentare le proprie preferenze per le sedi bandite a concorso. Esistono poi numerose scuole, alcune delle quali vengono gestite direttamente dai consigli notarili. Il costo delle scuole notarili varia, più abbordabili quelle gestite direttamente dall'ordine, decisamente più dispendiose le private.

## Funzioni
La funzione principale del notaio è quella di ricevere o rogare atti (tali tipi di atti si chiamano atti pubblici) e autenticare le sottoscrizioni sulle scritture predisposte dalle parti. L'atto ricevuto dal notaio è un atto pubblico da lui predisposto: il notaio, apponendovi la sua sottoscrizione e l'impronta del suo sigillo, gli attribuisce pubblica fede; ciò che il notaio attesta nel rogito (ad esempio che ha dato lettura dell'atto alle parti, o che una persona ha fatto qualcosa ovvero ha sottoscritto una dichiarazione dinanzi a lui, o ancora che il notaio sia certo dell'identità personale delle parti) fa piena prova, cioè deve essere considerato vero, anche dal giudice, salvo che sia accertato giudizialmente il reato di falso in atto pubblico tramite querela di falso. L'autenticazione sulle scritture predisposte dalle parti consiste invece nell'attestazione che le sottoscrizioni delle parti furono apposte in sua presenza, previo accertamento della loro identità personale. Siccome il notaio è responsabile della conformità alla legge anche delle scritture private da lui autenticate, è invalsa la prassi secondo cui anch'esse (al pari degli atti pubblici) sono redatte dal notaio.
In sintesi, l'attività notarile principale come sopra definita comporta le seguenti attività:
- Ricevere gli atti, adeguando la volontà delle parti. Questo significa che le parti indicano le proprie volontà al notaio e questi le traduce nella migliore forma giuridica per la realizzazione degli scopi che le parti intendono perseguire. La funzione di adeguamento comporta anche l'obbligo di porre in essere atti non espressamente vietati dall'ordinamento: in questo modo il notaio si pone come un filtro tra i cittadini e le regole poste dallo Stato, curando che gli atti posti in essere dai primi siano rispettosi della legge; tanto maggiore è la presenza del notaio nei traffici giuridici, tanto minore è il rischio di una lite tra le parti, ciò che a sua volta si traduce nella deflazione del carico dell'attività dei magistrati.
- Attribuire pubblica fede. È questa un altro importante aspetto della funzione notarile, la quale consiste appunto nel garantire ai cittadini che le attestazioni fatte dal notaio nell'atto corrispondano al vero (es.: l'esatta identità delle persone che hanno sottoscritto l'atto; l'essere certe dichiarazioni state fatte dinanzi al notaio; l'essersi certi fatti verificati davanti al notaio).
- Liquidare e riscuotere le imposte per conto dello Stato relativamente agli atti pubblici ricevuti[7] o alle scritture private le cui sottoscrizioni siano state autenticate. Il notaio quindi dovrà stabilire il regime fiscale applicabile a ogni atto da lui ricevuto o autenticato (ad esempio se soggetto a IVA o a imposta di registri), l'aliquota applicabile e la relativa base imponibile rilevante, determinando così l'ammontare dell'imposta dovuta e provvedere anche al suo versamento (a eccezione dell'IVA) contestualmente alla registrazione dell'atto presso l'Agenzia delle Entrate di sua competenza (a ogni notaio è attribuito un unico Ufficio dell'Agenzia delle Entrate presso cui procedere a registrazione).
- Curare gli altri adempimenti prescritti dalla legge che siano conseguenziali agli atti ricevuti dal notaio o da lui autenticati (trascrizione, voltura catastale, deposito al Registro delle Imprese, trasmissione all'Ufficio dello Stato Civile, comunicazioni al Tribunale o al Comune, ecc...).
- Negli atti relativi a diritti reali su beni immobili, effettuare, salvo che ne sia dispensato, i controlli ipotecari e catastali, al fine di verificare l'appartenenza dei diritti a coloro che ne vorrebbero disporre, la congruità delle risultanze di detti Registri con i dati anagrafici delle parti stesse e l'inesistenza di cosiddette formalità pregiudizievoli (ipoteche, sequestri, pignoramenti, ecc.).
- Verificare l'adempimento delle normative anti-riciclaggio e dare atto delle intervenute modalità di pagamento in osservanza delle normative vigenti.
- Rilasciare copie semplici o conformi (autenticate) degli atti da lui rogati o autenticati o comunque tenuti in deposito, nonché eventuali estratti degli atti medesimi (dopo la cessazione dell'attività le copie degli atti si possono ottenere presso l'archivio notarile).

Il notaio è in pratica colui che, per conto dello Stato, non solo ha la funzione di accertare l'identità delle parti e attribuire pubblica fede a quanto stipulato avanti a lui ma altresì di compiere un vero e proprio controllo di legittimità degli atti e curarne tutti i successivi adempimenti, tra cui la corretta registrazione e trascrizione nei pubblici registri. Inoltre, il notaio è delegato anche alla riscossione di certe imposte relative ad alcuni tipi di atti rogati o autenticati. L'atto pubblico è anche detto rogito ed è propriamente "atto di notaio" in quanto non si tratta di un semplice atto sottoscritto dalle parti dinanzi al notaio, bensì di un atto che è stato redatto dal notaio riducendo nella forma giuridica più appropriata la volontà delle parti; pertanto l'atto si perfeziona solo con la firma del notaio.
Peraltro anche nelle scritture private autenticate, il notaio non si limita ad accertare che le parti abbiano sottoscritto in sua presenza, ma effettua il medesimo controllo di legittimità e, anche se non vi è sempre tenuto, cura ugualmente tutti gli adempimenti successivi. Di regola, infatti, è la stessa legge che impone al notaio di curare questi adempimenti (questo accade ad esempio per la registrazione e la trascrizione dell'atto); ciò anche al fine di scongiurare il rischio di una possibile evasione fiscale da parte dei soggetti che partecipano all'atto.

## Competenze
Le competenze esclusive sono stabilite dalla legge, tuttavia l'assistenza del notaio inoltre risulta spesso indispensabile (pur non essendo prescritta in via esclusiva dalla legge) in molti casi non ordinari, ad esempio per la verbalizzazione di fatti specifici osservati nel loro accadere, e per altre simili fattispecie per le quali le pubbliche amministrazioni non offrono al cittadino idonei servizi pubblici (non offrendo cioè la disponibilità di pubblici ufficiali per simili esigenze).

### Ambito di esclusività
Le tipologie di atti per i quali la legge dispone la competenza esclusiva del notaio (nel senso che egli solo possa rogarli e non anche altri pubblici ufficiali) non sono numerose. I casi più rilevanti sono il testamento pubblico (art. 603 cod. civ.), il testamento segreto (art. 604 cod. civ.) e il verbale di pubblicazione del testamento olografo (art. 620 cod. civ.). 
L'art. 1350 del codice civile elenca gli atti che obbligatoriamente "devono farsi per atto pubblico o per scrittura privata, sotto pena di nullità", e l'art. 2643 cod. civ. elenca gli atti che "si devono rendere pubblici col mezzo della trascrizione".
Una serie di norme speciali dettano la competenza del notaio per gli atti soggetti a pubblicità presso i pubblici registri, come in materia di trascrizione alla Conservatoria dei Registri Immobiliari e di iscrizione presso il Registro delle imprese. 

### Controlli sui repertori e sugli atti
Tutti gli atti ricevuti o autenticati dal notaio che è obbligatorio conservare presso il notaio (cosiddetti atti a raccolta) devono essere annualmente rilegati in volumi, annotandovi gli estremi delle formalità effettuate (registrazione, trascrizione, deposito nel Registro delle Imprese, rilascio di copia esecutiva, ecc...).
Ogni biennio il notaio ha l'obbligo di trasmettere gli originali degli atti e dei repertori all'Archivio Notarile Distrettuale di competenza, per consentire a quest'ultimo, quale organo della Repubblica, di effettuare un controllo sull'attività svolta dal notaio. Nell'eventualità che si riscontrassero delle violazioni, gli atti sarebbero trasmessi all'Organo di competenza per l'applicazione delle relative sanzioni, se del caso anche penali. È questa una forma di controllo molto incisiva ed efficace, che si traduce in una indiretta forma di coazione sugli stessi notai finalizzata a far rifiutare loro la stipulazione di atti o di clausole che siano contrari a legge. In questo modo, è garantito allo Stato, per quanto possibile, che non siano immessi nel sistema atti contrari a legge, e ciò per il superiore interesse sopra evidenziato di evitare che gli accordi tra i cittadini si traducano in liti giudiziarie.

### Attività di consulenza
Nel tempo, i notai italiani hanno sviluppato un'accessoria attività di consulenza prestata, ad esempio, per la redazione di scritture private non autenticate, come il contratto preliminare di compravendita (compromesso) o il testamento. Tali consulenze sono propriamente prestate in ordine agli aspetti giuridici degli atti da stipulare (pareri pro veritate) in futuro, e come tali esse sono spesso effettuate gratuitamente.

## Doveri e deontologia professionale
Il notaio è tenuto al rigoroso controllo della regolarità formale degli atti e alla verifica dell'insussistenza di condizioni palesi di vizio che renderebbero la scrittura inefficace, nulla o annullabile. Circa il controllo di diritto sostanziale, vi sono interpretazioni divergenti, sia all'interno che all'esterno della categoria professionale. La legge del 1913 sostiene che Spetta al notaro soltanto d'indagare la volontà delle parti e dirigere personalmente la compilazione integrale dell'atto e più volte la Corte di cassazione si è pronunziata nel senso di indicare un dovere professionale limitato alla sola indagine sull'effettiva volontà delle parti di contrarre e sulla corrispondenza dell'atto a tale volontà, per come manifestata, esimendo il notaio da responsabilità in ordine all'accertamento delle motivazioni rispettivamente conducenti alla stipula.
Altri ritengono però che la deontologia professionale richiederebbe che il notaio, prestando attenzione alle condizioni culturali e intellettive dei contraenti, si accerti della loro effettiva e concreta comprensione del reale contenuto degli atti che sottoscrivono e della portata delle obbligazioni che assumono.
Non è quindi impropria l'eventuale proposizione di forme o modalità dell'atto differenti da quelle originariamente previste, per meglio rispondere sia alle aspettative delle parti, sia all'esigenza di precisione e appropriatezza giuridica generale; non è invece consentito al notaio di debordare su argomenti relativi al carattere economico dell'atto, poiché in tale evenienza si configurerebbe un'attività di mediazione, anche se estemporanea od occasionale, la cui competenza esclusiva è appunto dei mediatori ed è ulteriormente esclusa per incompatibilità dall'art. 2 della legge notarile. La normativa anti-riciclaggio di fondi impone altresì al notaio di prendere atto non solo delle modalità di pagamento, ma anche di segnalare eventuali sospetti sull'utilizzo di fondi di provenienza presumibilmente illecita.
Il notaio è obbligato alla tenuta di alcuni registri, chiamati repertori, sui quali annotare periodicamente (attualmente entro il giorno successivo alla formazione dell'atto o all'autenticazione della sottoscrizione) gli atti ricevuti e le autentiche effettuate. Questi repertori sono poi periodicamente esibiti all'Agenzia delle entrate e all'Archivio Notarile.

## Il notariato informatico
A partire dal 2002 la quasi totalità degli atti notarili italiani è trasmessa al Catasto e al Registro delle Imprese in via telematica, avvalendosi della firma digitale.
I notai italiani si sono all'uopo dotati di una rete telematica dedicata (Rete Unitaria del Notariato, in acronimo RUN) e di un'apposita Autorità di certificazione. I documenti digitalmente sottoscritti sono circa tre milioni ogni anno, il che rende quello italiano, con ampio margine, il più importante sistema di documentazione notarile elettronica a livello mondiale.
Nel 2005 il notariato italiano ha presentato in via sperimentale il primo sistema al mondo di circolazione internazionale di atti notarili in forma digitale.

## Riferimenti normativi
- Legge 16 febbraio 1913 n. 89 - Ordinamento del notariato e degli archivi notarili
- articolo 1 commi 142-147 della Legge 4 agosto 2017, n. 124 - Legge annuale per il mercato e la concorrenza.